# كارلوس لوغو
كارلوس لوغو (بالإسبانية: Carlos Lugo)‏ (1 سبتمبر 1953 - ) هو لاعب كرة قدم كولومبي في مركز الهجوم، شارك في الألعاب الأولمبية الصيفية 1972. ولعب مع ديبورتيس توليما.

## وصلات خارجية
- كارلوس لوغو على موقع أوليمبيديا (الإنجليزية)